# والتر تيري (لاعب كرة قاعدة)
والتر تيري (بالإنجليزية: Walter Terry)‏ هو لاعب كرة قاعدة أمريكي، ولد في 7 أبريل 1850 في ولاية بنسيلفانيا في الولايات المتحدة، وتوفي في 20 فبراير 1908 في إليزابيث في الولايات المتحدة.
ظهر لأول مرة مع فريق واشنطن ناشونالز في عام 1875 ، ولعب معهم ست مباريات بين 26 أبريل و 5 مايو من ذلك العام. لقد ذهب 4 مقابل 22 للحصول على متوسط ضرب قدره 182 ، بما في ذلك الثلاثي ، وقاد في جولتين. كان هذا هو موسمه الوحيد في لعبة البيسبول - فقد عمل في سكة حديد بنسلفانيا وتوفي عن عمر يناهز 57 عامًا بسبب حادث متعلق بالعمل.